# Desembocadura del Guadalhorce
La desembocadura del río Guadalhorce es un paraje natural protegido situado en el término municipal de Málaga, Andalucía (España), con una extensión de 67 ha.

## Descripción
Se trata de un pequeño paraje de antiguas marismas, hoy desaparecidas, al suroeste de la ciudad de Málaga, donde el río Guadalhorce se bifurca en dos brazos, formando un delta aluvial en el que se encuentran algunas pequeñas lagunas artificiales procedentes de la extracción de áridos. El paraje está actualmente delimitado por los dos encauzamientos del río Guadalhorce (lo que ha aumentado la salinidad de sus lagunas y provocado la desaparición de algunas especies) y por el norte es atravesado por autovías.

## Flora
Entre la flora se encuentran plantas acuáticas, vegetación perilagunar de carrizos, castañuelas y almajos principalmente. Las márgenes del río están ocupadas por álamos, eucaliptos y sauces. También se encuentran tarajes y palmeras. Es de destacar la vegetación dunar, cada vez más importante, con especies casi desaparecidas en otras zonas litorales de la provincia por la destrucción de la costa, como Medicago marina, Cakile maritima, Polygonum maritimum, Otanthus maritimus y Pancratium maritimum. Una gran parte de la superficie del paraje, no obstante, está ocupada por especies alóctonas invasoras, como Galenia secunda, Ricinus communis, Pittosporum sp., Oxalis pes-caprae, Eucalyptus camaldulensis, carrizos (Arundo donax), etc.

## Fauna
Contiene una rica y variada fauna de aves, reptiles y anfibios. Es una de las zonas de España donde se ha registrado mayor número de especies de aves, entre las que destacan el morito común, el flamenco, la espátula, la malvasía, la gaviota de Audouin, la gaviota picofina, el águila pescadora, el martín pescador o la pagaza piquirroja, además de otras más comunes como garcillas, pardelas, charranes, fochas, anátidas, etc. Los mamíferos más comunes son el conejo, los micromamíferos (musaraña gris, ratón de campo, rata de agua, topillo común, lirón careto) comadrejas, turones y zorros.

## Historia
La desembocadura del Guadalhorce fue probablemente usada en la antigüedad como puerto natural por los fenicios, como sugiere el yacimiento arqueológico del cerro del Villar, situado en la margen Oeste, a 500 m del mar, y hoy prácticamente destruido por la urbanización. Gracias a las protestas de grupos ecologistas locales, como AMADEN, durante los años 80-90, se consiguió proteger el paraje. Posteriormente, el encauzamiento del río provocó una importante pérdida de superficie y la salinización de las lagunas, perdiéndose su rica flora y fauna subacuática de la que dependían numerosas especies de aves y mamíferos como la rata de agua. Actualmente, pese a gozar de una figura de protección ambiental, el número de visitantes es excesivo en un paraje de pequeñas dimensiones, sobre todo desde la construcción de la pasarela peatonal que conecta directamente el paraje con la ciudad de Málaga. Aunque se han realizado algunas actividades de protección de la fauna, no existe ningún plan de gestión destinado a restaurar ambientalmente la zona.